# بیتو جان
بیتوجان یا بیت الله گونری بیت الله گونری (۱ اکتبر ۱۹۵۵ – ۱۲ سپتامبر ۲۰۲۳)، که بیشتر با نام هنری بیتوجان شناخته می‌شود، خواننده و موسیقی‌دان کرد بود.

## زندگی هنری و شخصی
گونری در 1 اکتبر 1955 در سیلوان دیاربکر به دنیا آمد و در سن هشت سالگی به همراه خانواده اش به شهر دیاربکر نقل مکان کرد. پس از کودتای 1980 ترکیه به 15 سال زندان محکوم شد. در سال 1987 آزاد شد و به استانبول رفت.
به پیشنهاد سلامی شاهین، گونری نام «بیتوجان» را برگزید و شروع به انتشار اشعار خود کرد. با ممنوعیت آثار کردی در ترکیه در آن زمان، او آلبوم 21 مارس یا مردن، یا دیاربکر را منتشر کرد که مخفیانه در میان مبارزان کرد منتشر شد.
در دهه 1990 گونری به دلایل سیاسی ترکیه را ترک کرد و به سوئد رفت. پس از 23 سال، او به ترکیه بازگشت، اما مدت کوتاهی پس از آن به سوئد بازگشت.
در سال 2021، یک تومور سرطانی در زیر دندان او کشف شد. علیرغم تلاش برای برداشتن آن با جراحی، او در 12 سپتامبر 2023 در استکهلم در سن 67 سالگی درگذشت.

## آلبوم‌ها
- Te nadin min (2001)
- Bîst û yekê adarê (2001)
- Etuna dilê min (2011)